# John Greenwood (Puritaner)

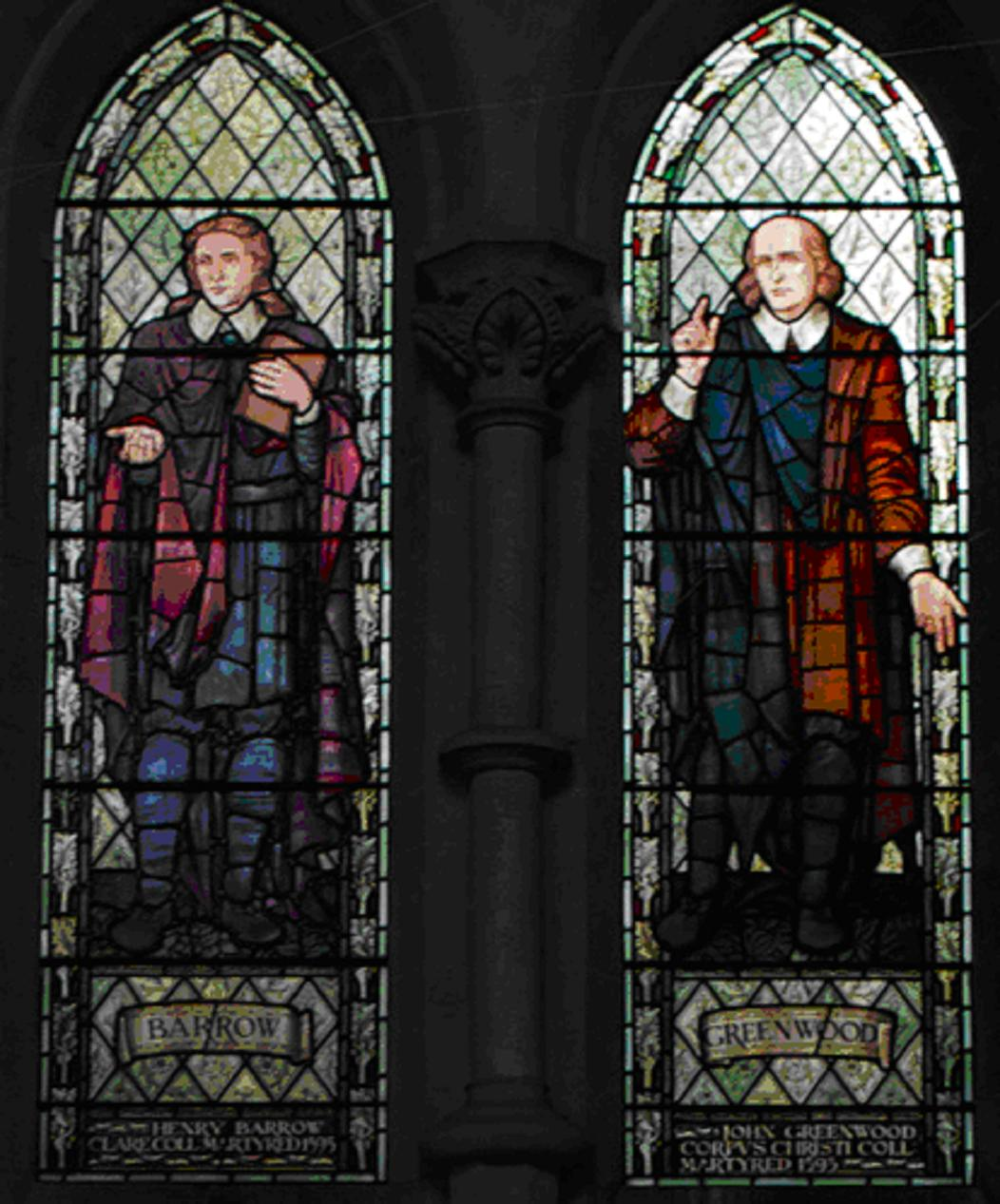
Henry Barrowe (links) und John Greenwood (Emmanuel United Reformed Church, Cambridge)

John Greenwood (* 1556?; † 5. April 1593) war ein englischer Separatist und ein Anhänger des Puritanismus.

## Leben
John Greenwood war der Sohn von James Greenwood (1532–1591) und dessen Frau Elizabeth (geborene Mawde 1532–1584). Er hatte einen jüngeren Bruder Samuel Greenwood (1563–1621).
Vom 18. März 1577 bis zum Jahr 1578 war er Stipendiat und Student der Theologie des Corpus Christi Colleges in Cambridge und erhielt dort 1580 oder 1581 sein B.A. Einige Jahre studierte er zeitgleich mit Christopher Marlowe am gleichen College.
Er trat in die Kirche ein und wurde durch John Aylmer, den Bischof von London zum Diakon der englischen Kirche und durch den Bischof von Lincoln Thomas Cooper zum Priester geweiht. Zuvor diente er bis 1582 im Auftrag von Robert Wrights in Rochford, Essex, im Haus von Lord Robert Rich, einem Anführer der Puritaner. Er entwickelte strenge puritanische Ansichten, die ihn in einen „rigiden“ Separatismus verfallen ließen. Er begann im Haus von Lord Rich geheime Gottesdienste abzuhalten. Später verband er sich mit seinem Studienkollegen Henry Barrowe. Bald darauf wurden Lord Rich und Robert Wright verhaftet und ins Gefängnis geworfen. Greenwood kam nach London und bildete eine geheime Gemeinde.

## Verhaftung und Anklage
Im Herbst 1586 wurde er im Haus eines Henry Martin in St. Andrews festgenommen, wo er gerade einen Gottesdienst abhielt. Er wurde im Clink in Southwark eingesperrt. Henry Barrowe, der sich für die religiösen Lehren Greenwoods interessierte und der von dessen Inhaftierung erfahren hatte, besuchte Greenwood am 19. November 1586 oder 1587. Barrowe wurde ohne Begründung inhaftiert und einige Tage später in das Fleet-Gefängnis verlegt.
Greenwood wurde 1586 durch den Erzbischof Whitgift, Aylmer und anderen einer langen Prüfung unterzogen, in deren Verlauf er die Autorität der englischen Kirche und der bischöflichen Regierung anzweifelte. Er und Barrowe legten jedoch glaubhaft dar, dass ihre Lehre mit dem Glauben der englischen Kirche konform ging. So wurden sie auf freien Fuß gesetzt. Doch schon bald wurden sie erneut vernommen, da sie noch radikaler predigten als zuvor. Im März 1589 hielt Greenwood im Fleet-Gefängnis Konferenzen mit dem Erzdiakon Hutchinson. Der Erzdiakon stellte ihm Fragen, die durch einen Zeugen aufgezeichnet wurden. Der Erzdiakon verlangte, dass alle Aufzeichnungen beim Zeugen Mr. Calthop belassen werden sollten. Greenwood erklärte:

“No sooner was I gone and locked up than the wardens were sent to the gentleman for the papers, who, declining to deliver them without our consent, the archbishop's servant came and took them away.”

„Nicht ehe ich gegangen und eingesperrt war, wurden die Wärter geschickt, um die Papiere von dem Gentleman zu holen, der sich weigerte sie ohne unsere Genehmigung herauszugeben, da kam der Diener des Erzbischofs trug sie fort.“

In einem Verhör, im April 1589, zwischen Greenwood, Barrowe und einem Geistlichen der englischen Kirche notierten die Gefangenen über den Gefangenen-Status:

“Things were disorderly handled and there were manifold cavils and shifts, shameless denials of manifest truths, and most unchristian contumelies, scoffs and reproaches against our persons.”

„Dinge wurden ungeordnet gehandhabt und es gab vielfältige Kavillen und Verschiebungen, schamlose Verleugnung offenkundiger Wahrheiten und höchst unchristliche Kontroversen, Spott und Vorwürfe gegen unsere Person“

Das Verhör endete mit Greenwood und Barrowes Auflage, in Kurzform die Gründe darzulegen, warum sie an ihrer Verweigerung festhielten, nicht in die Kirche von England zurückzukehren. In der langen, gelegentlich kurz unterbrochenen Gefängnishaft verfassten Greenwood und Barrowe verschiedene Schriften und Bücher. Aus dem Jahr 1590 stammt ihre Schrift An Answer to George Gifford’s pretended Defence of Read Prayers.
Im Herbst 1592 wurde Greenwood vorübergehend freigelassen und lebte mit Roger Rippon in Southwalk. Einige hundert der auf freien Fuß gelangten Separatisten und Mitglieder der Geheimen Kirche Londons flohen nach Holland und siedelten sich in Amsterdam an. Greenwood traf sich erneut mit Mitgliedern dieser Gruppe, was die Bischöfe angesichts der Gerüchte über die Ausbreitung des Separatismus alarmierte. Im Dezember 1592 wurde er erneut verhaftet und zurück in das Fleet-Gefängnis gebracht.
Ab März 1593 begann das Gerichtsverfahren im Old Bailey gegen Greenwood und Barrowe, das sie schließlich unter der Anklage “devising and circulating seditious books” (deutsch: „Veröffentlichung und Ausgabe aufrührerischer Bücher“), zum Tode verurteilte. Ihre „Verführung“ bestand darin, dass sie die kirchliche Vormachtstellung der Königin geleugnet und die kirchliche Ordnung angegriffen hatten und das Buch A Brief Description of the False Church hatten drucken lassen.